# جيوف هون
جيفري ويليام هون (ولد في 6 ديسمبر 1953) سياسي بريطاني من حزب العمال شغل منصب عضو برلمان من عن أشفيلد في نوتنغهامشير من عام 1992 إلى عام 2010. شغل منصب وزير الدفاع ووزير النقل وزعيم مجلس العموم والسكرتير البرلماني للخزانة سابقًا.
كما كان عضوًا في البرلمان الأوروبي عن ديربيشاير من 1984 إلى 1994.
1. ↑   http://news.bbc.co.uk/2/hi/uk_news/politics/2051723.stm. {{استشهاد ويب}}: |url= بحاجة لعنوان (مساعدة) والوسيط |title= غير موجود أو فارغ (من ويكي بيانات) (مساعدة)
2. 1 2 3   https://www.theguardian.com/politics/2004/jan/23/uk.military2. {{استشهاد ويب}}: |url= بحاجة لعنوان (مساعدة) والوسيط |title= غير موجود أو فارغ (من ويكي بيانات) (مساعدة)